# 国家有機体説
国家有機体説（こっかゆうきたいせつ、英: organic state theory, organistic theory of the state、独: Staatsorganismus）とは、国家をひとつの生物（有機体）であるかのようにみなし、その成員である個人は全体の機能を分担するものであるとする国家観。

## 概説
国や社会を生物に喩える学説は古代ギリシアのプラトン、中世のカトリック教会、近世イングランドのトマス・ホッブズなど古代より存在していたが、フランス革命の背景ともなった理性主義的・機械論的な思潮に対する反動で国家有機体説として体系化された。例えば、イギリスの自由主義者が提唱した原子論において、社会は原子的個人の集合であり、政府は必要最小限度の機能に限定すべきとしているが、国家有機体説では国家に内在的目的があり、身分秩序の不平等が個人の機能の差異として説明された。国家有機体説の立場では原子論を私利私欲の追求の承認により統一を乱すものとして批判しているが、田中浩は原子論が公共の利益も同時に目指しており、批判はあたらないと評している。
フランス革命の勃発を受けて、エドマンド・バークが著した『フランス革命の省察』では「国家とは現に生きている人々だけでなく、死者や将来生まれてくる人々との共同体である」（Society is indeed a contract [...] it becomes a participant not only between those who are living, those who are dead, and those who are to be born）とあり、ゲオルク・ヴィルヘルム・フリードリヒ・ヘーゲルも「国家とは、個を含む全体であるとともに、個の独立性をも許容し、高次の統一と調和を実現する有機的統一体である」と論じた。
1848年革命が失敗した後、人民主権論への対抗として国家有機体説が多様化し、ドイツではコンスタンティン・フランツの「生物有機体説」とヨハン・カスパー・ブルンチュリの「心理学的有機体説」、イギリスではハーバート・スペンサーの社会有機体説が提唱された。ドイツではこれらの学説がオットー・フォン・ビスマルク体制擁護に使われ、日本ではブルンチュリのAllgemeines Staatsrecht（1863年第3版、1868年第4版）が加藤弘之により『国法汎論』（1872年出版）として翻訳され、明治期日本の保守的な国家論の基礎になった。